# Hîjivka, Baranivka
Hîjivka (în ucraineană Хижівка) este localitatea de reședință a comunei Hîjivka din raionul Baranivka, regiunea Jîtomîr, Ucraina.

## Demografie
Componența lingvistică a localității Hîjivka
     Ucraineană (99,81%)
Conform recensământului din 2001, majoritatea populației localității Hîjivka era vorbitoare de ucraineană (99,81%), existând în minoritate și vorbitori de alte limbi.